# Бернтероде (Хайльбад-Хайлигенштадт)
Бернтероде (нем. Bernterode) — община в Германии, в земле Тюрингия.
Входит в состав района Айхсфельд. Подчиняется управлению Эрсхаузен/Гайсмар. Население составляет 244 человека (на 31 декабря 2010 года). Занимает площадь 8,67 км².